# Work in Progress
Work in Progress is het enige muziekalbum dat Dave Lambert onder eigen naam heeft uitgebracht. Lambert was/is (beide bands bestaand min of meer nog) gitarist/zanger van Fire en Strawbs. Work in Progress bevat allerlei losse eindjes van zijn loopbaan binnen de popmuziek; de opnamen dateren dan ook uit het tijdperk 1972-2003.

## Tracklist
| Nr. | Titel | Duur |
| --- | --- | ---- |
| 1.  | The man I saw last night (met Dave Cousins, opname 2003)                                                 |      |
| 2.  | Starlight (met Paul King, Colin Earl, Russell John Brown, Joe Rush, 1972)                                |      |
| 3.  | The winter and the summer (1998)                                                                         |      |
| 4.  | Live to love (met Graham Keedy, Pete Sully 1970 (Fire))                                                  |      |
| 5.  | The visit (2003)                                                                                         |      |
| 6.  | Remember me always (met Richard Bennett, Tony Hensley, John Entwistle, Leland Sklar, Denny Sewell, 1970) |      |
| 7.  | Framed (1998)                                                                                            |      |
| 8.  | Back there again (zie 2)                                                                                 |      |
| 9.  | Shadowland (2003)                                                                                        |      |
| 10. | Live insde your hell tonight (met Brian Willoughby en Dave Cousins)                                      |      |
| 11. | Bovver blues (1990)                                                                                      |      |